# Козьмодем'янськ

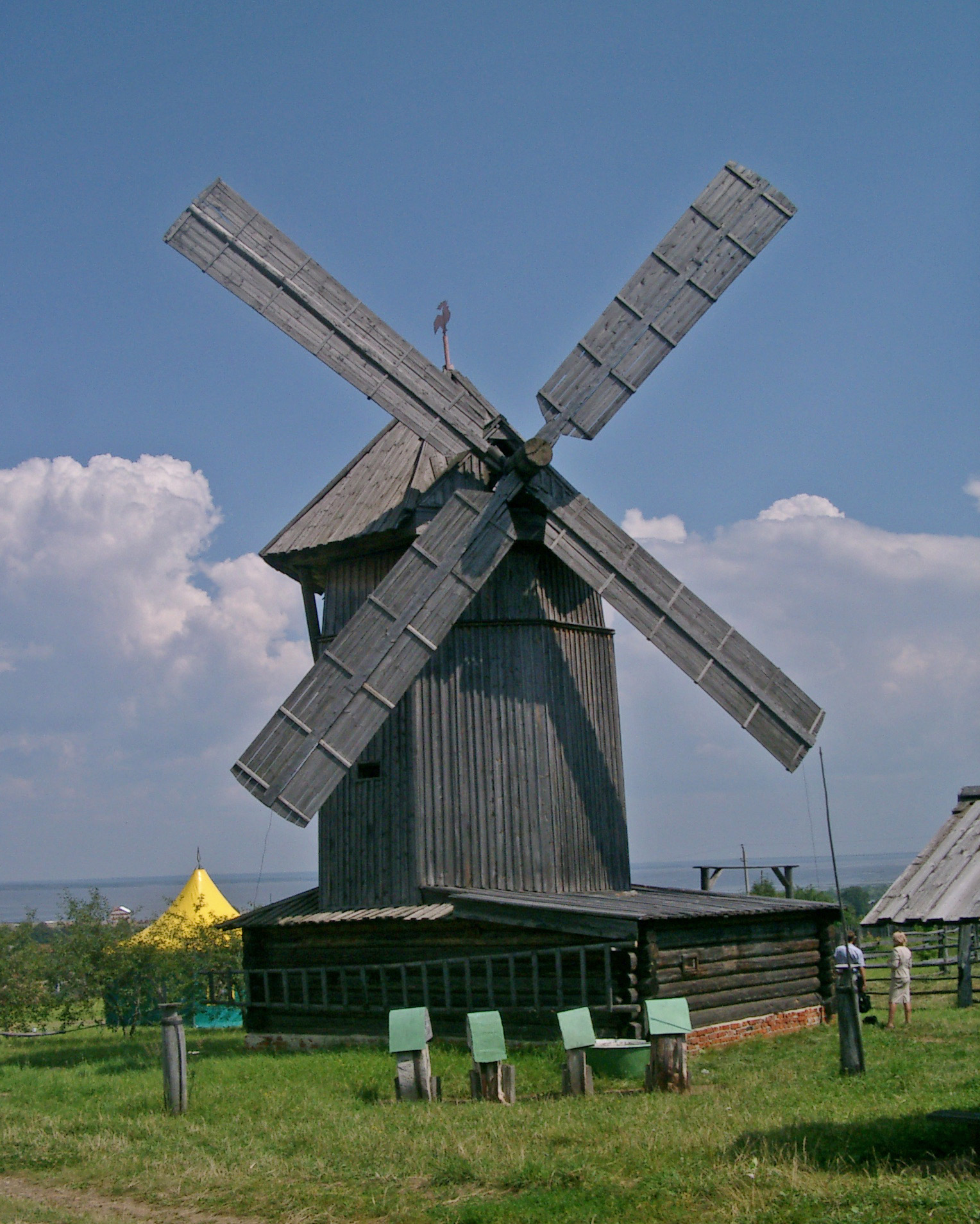
Вітряк в Марійському етнографічному музеї

Козьмодем'янськ (рос. Козьмодемьянск, гірськомар. Цикмӓ) — місто (з 1781 р) в Республіці Марій Ел Російської Федерації. Центр Гірськомарійського району та Козьмодем'янського міського округу.

## Географія
Місто розташоване на високому правому березі Волги (Чебоксарське водосховище), за 104 км на південний захід від Йошкар-Оли. Поромна переправа з'єднує місто з лівобережною частиною республіки. Є головним культурним центром гірських марійців.

## Історія
Дата заснування першого поселення, що виникло на місці сучасного м Козьмодем'янска ще до побудови острогу, невідома.
Козьмодем'янськ засноване як фортеця в 1583 році. Його заснування пов'язане з розгромом Іваном Грозним в жовтні 1552 року Казанського ханства і приєднанням Середнього Поволжя, у тому числі і марійського краю, до Російської держави. Про походження назви міста існує таку легенду: Іван Грозний, повертаючись після підкорення Казані вгору по Волзі, 1 листопада 1552 року, у День святих безсрібників Козьми і Даміана, зупинився на нічліг там, де тепер розташований р Козьмодем'янськ. Місцевість йому сподобалася, і він розпорядився заснувати тут фортецю в ім'я цих святителів. Першими поселенцями стали стрільці і однодворці, згодом до них приєдналися новохрещені. Пізніше сюди переводилися і переселялися люди з Свияжска і Нижегородської губернії.
Під ім'ям міста Козьмодем'янськ вперше згадується в актах 1609 року.
18 грудня 1708 року за поділі Росії на вісім губерній р Козьмодем'янськ був приписаний до Казанської губернії, а в 1718 році призначений повітовим містом Казанського намісництва. 18 жовтня 1781 року затверджено герб м Козьмодем'янска: в червоному полі золотий лук, на нього покладені три стріли того ж металу.
Надлишок лісових угідь і зручні водні шляхи в другій половині XIX століття привели до розвитку лісопромисловості. Продаж лісу проводилася під час лісового ярмарку, який вважається другим за величиною в Росії після Архангельського. У цей період різьблення, якти купецтво і лісопромисловці прикрашали свої будинки, стало візитною карткою міста.
У 1889 році в Козьмодем'янську налічувалося 5167 мешканців. Основне заняття населення — торгівля, ремесла, промисли, у тому числі рибальство. Місцева кустарна промисловість практично не була розвинена. В околицях міста функціонували три заводи: пиво-медоварний і два лісопильних.

## Економіка
На сьогоднішній день в числі найбільш стабільних підприємств міста — ТОВ «Потенціал», ВАТ «Марія», ВАТ «Завод „Копір“» і ряд інших.
Річкові «ворота» республіки АТ «Порт Козьмодем'янськ». Це єдине підприємство в Республіці Марій Ел, яке здійснює перевезення пасажирів і вантажів по Волзі та Ветлузі. Воно веде видобуток з подальшим транспортуванням нерудних будівельних матеріалів — піску, щебеню, піщано-гравійної суміші, каменю гіпсового, доломітового борошна, перевозить кам'яне вугілля, цемент, цеглу, промсировину і ін.
У місті функціонують муніципальні унітарні підприємства: «Банно-пральне господарство», «Ринок», «Готель „Лада“».
Завод «Потенціал» — займається виробництвом електроустановочних виробів.
ВАТ «Завод „Копір“» є розробником і виробником продукції автотракторного електроустаткування, народного господарства, з'єднувачів електричних для військового застосування. Входить до складу ВАТ Концерн «Радіоелектронні технології», який входить до «Ростеху».
Місто знаходиться під постійною загрозою підтоплення Чебоксарським водосховищем.

## Персоналії
- Ешпай Андрій Якович (1925—2015) — радянський, російський композитор, піаніст, педагог.